# Agram 2000
Agram 2000 — хорватський пістолет-кулемет, створений на основі Beretta M12. («Аграм» — це стара німецька назва Загреба, столиці Хорватії.) 
Величезна кількість цієї зброї у Хорватії після Хорватської війни за незалежність, а також доступність глушника зробили її популярним вибором для злочинців. Зброя була відома за свою погану надійність у воєнний період через погано сконструйовані магазини, що зменшувало її комерційний попит за межами Хорватії.
Agram 2000, як і Beretta M12, використовує патрон 9×19 мм Parabellum. Цю зброю використовували у війні в Косово обидві сторони конфлікту, їй віддавали перевагу через велику наявність боєприпасів і компактні розміри. Сьогодні є рідкістю за межами Балкан, і хоча Agram все ще виробляється в Хорватії, виробництво було скорочено. В основному пістолет-кулемет вироблявся між 1990 і 1993 роками, лиш невелику кількість було випущено починаючи з 1997 року.
Унікальною особливістю пістолету-кулемету є передня рукоятка з отвором для великого пальця, яка забезпечує надійний хват і хороший контроль віддачі під час автоматичного вогню. Рукоятка затвора знаходиться з лівого боку ствольної коробки, трохи вище магазина. Перемикач режимів стрільби знаходиться прямо над спусковим гачком, є запобіжник, одиночний і автоматичний режими стрільби (S/1/A). Передня частина ствола має отвори для розсіювання тепла та має передню мушку.